# Bataille de Kaiyuan
Transition des Ming aux Qing
Batailles
Unification des Jürchens - Fushun - Qinghe - Sarhu - Kaiyuan - Tieling - Xicheng - Shen-Liao - Zhenjiang - She-An - Guangning - Ningyuan - Corée (1627) - Ning-Jin - Jisi - Dalinghe - Wuqiao - Lüshun - Corée (1636) - Song-Jin - Pékin - Révoltes paysannes - Shanhai
La bataille de Kaiyuan est un conflit militaire entre les Jürchens de la Dynastie des Jin postérieurs et les Chinois de la dynastie Ming, qui a lieu durant l'été 1619.

## Situation avant la bataille
Le 7 mai 1618, Nurhachi, le Khan des Jin postérieurs, entre ouvertement en rébellion contre la dynastie Ming, dont il était théoriquement le vassal, en proclamant ses Sept Grandes Causes d'irritation, qui sont autant de raisons de rejeter la tutelle Ming sur la Mandchourie.
Ayant préparé sa révolte de longue date, Nurhaci enchaîne les victoires contre les troupes chinoises. Après avoir vaincu les Ming lors des batailles de Fushun, Qinghe et Sarhu, il décide d'attaquer la ville de Kaiyuan, qui est défendue par Ma Lin et le censeur Zheng Zhifan

## Déroulement des combats
L'attaque des Jin contre la forteresse a lieu pendant une forte averse, ce qui surprend les défenseurs. Les Ming envoient bien un petit contingent de secours de 100 hommes, mais il est intercepté par une troupe Jin et repoussé après avoir perdu 32 soldats. L'armée Jin assiège donc Kaiyuan et attaque les défenses extérieures, qui avaient été renforcées par Ma Lin. En effet, ce dernier a préféré miser sur la résistance de ses défenses avancées plutôt que sur des positions plus sûre sur les murs. Cette stratégie tourne rapidement court, car en déployant ses troupes ainsi, Ma Lin a disposé trop de soldats en dehors de la forteresse et n'a plus assez d'hommes pour s'occuper des murs. Les trop peu nombreux défenseurs des murs sont vaincus et, alors qu'il devient évident que la défaite est inévitable, le censeur Zheng Zhifan s'enfuit.
Les murs sont donc percés et les combats se poursuivent à l'intérieur de la ville pendant trois jours, avant qu'elle ne soit pacifiée. Pendant ce temps, un autre contingent de secours avait été dépêché depuis Tieling, mais comme le premier, il a également été intercepté par des soldats Jin et repoussé. Pour ce qui est de Ma Lin, il est capturé et exécuté.

## Conséquences
Cette nouvelle victoire permet aux Jin postérieurs d'étendre encore plus loin vers le sud le territoire qu'ils contrôlent au nord de la grande muraille et ouvre la route de Tieling aux troupes de Nurhaci.